# Martech
Martech Games Ltd (Мартеч) — компания, издававшая видео-игры в период с 1982 по 1989 годы.
Основатели — Дэвид Мартин (David Martin) и Джон Барри (John Barry).
В 1989 название the Martech было изменено на Screen 7.

## Список выпущенных игр
Издательство Martech:
- Conflict (1982)
- Blastermind! (1983)
- Geoff Capes Superstar Challenge (1984)
- Eddie Kidd Jump Challenge (1984)
- Brian Jacks Superstar Challenge (1985)
- Crazy Comets — by Simon Nicol (1985)
- Living Body; The (1986)
- Tarzan (1986)
- ZOIDS — the Battle Begins (1986)
- W.A.R. (1986)
- Brian Jack’s Uchi Mata (1986)
- Mega Apocalypse — by Simon Nicol (1987)
- The Armageddon Man (1987)
- Catch 23 (1987)
- Nemesis the Warlock (1987) — основана на комиксе.
- Nigel Mansell’s Grand Prix (1987)
- Rex (1988)
- Vixen (1988)

Издательство Screen 7:
- High Steel (1989)
- Jaws (1989) — основана на фильме